# Donsstormvogel
De donsstormvogel (Pterodroma mollis) is een vogel uit de familie van de stormvogels en pijlstormvogels (Procellariidae). 

## Kenmerken
De donsstormvogel is zwart aan de bovenzijde en wit aan de onderzijde. De kroon, de achterkant van de nek en de bovenrug zijn meestal donkerbruin, evenals de gedeeltelijke of volledige kraag rond de bovenkant van de borst. De teugels (streek tussen het oog en de wortel van de bovensnavel), kin en keel zijn wit. Van op een afstand lijken de ondervleugels donker, maar van dichtbij zijn er witte delen te zien. Op de bovenvleugels zie je een donkere M, zoals bij de prions. De lichaamslengte bedraagt 32 tot 37 cm, de spanwijdte 83 tot 95 cm en het gewicht 279-312 gram.

## Leefwijze
Het voedsel bestaat uit weekdieren, vis en schaaldieren.

## Voortplanting
De donsstormvogel begint in november of december te broeden in zelf gegraven leger op steile, flink begroeide hellingen. Het vrouwtje legt één ei, dat ongeveer 50 dagen bebroed wordt. Na 90 tot 92 dagen is de jonge vogel zelfstandig.

## Verspreiding en leefgebied
De donsstormvogel broedt op eilanden in het zuidelijke halfrond: Tristan da Cunha, Gougheiland, de Prins Edwardeilanden, de Crozeteilanden en op de Antipodeneilanden van Nieuw-Zeeland. Na het broedseizoen verspreiden ze zich en vliegen ze tot het noorden van Brazilië, zuidelijk Afrika en Australië.

## Status
In principe zijn ze niet bedreigd, maar verwilderde katten en ratten eisen een grote tol. De grootte van de populatie is in 2004 geschat op minimaal 5 miljoen vogels. Op de Rode lijst van de IUCN heeft deze soort de status niet bedreigd.

## Externe link

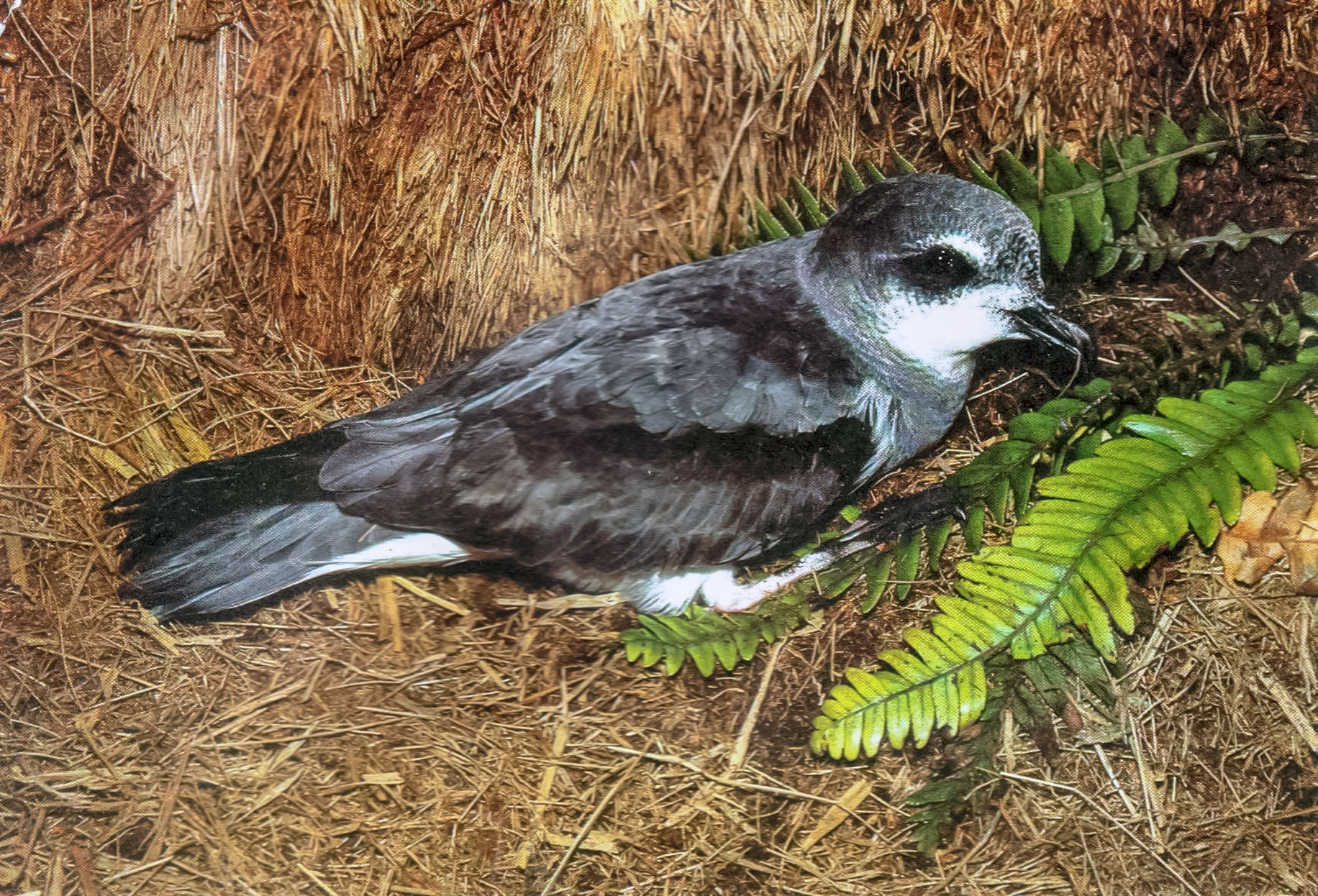
Donsstormvogel op het land